# Condrocalcinosi
La condrocalcinosi o calcificació del cartílag és la calcificació (acumulació de sals de calci) al cartílag hialí i/o al fibrocartílag. Es pot veure a la radiografia.

## Causes
S'ha trobat acumulació de fosfat de calci a les articulacions del turmell en aproximadament el 50% de la població general, i es pot associar amb l'artrosi.
Una altra causa comuna de condrocalcinosi és la malaltia per dipòsit de cristalls de pirofosfat de calci dihidrat, o pseudogota. S'estima que afecta entre el 4% i el 7% de la població adulta d'Europa i els Estats Units. Estudis anteriors han sobreestimat la prevalença simplement estimant la prevalença de condrocalcinosi independentment de la causa.
Una deficiència de magnesi pot causar condrocalcinosi, i hi ha proves anecdòtiques que la suplementació de magnesi pot reduir o alleujar els símptomes.
Altres causes de condrocalcinosi inclouen:
- Hipercalcèmia, especialment quan és causada per hiperparatiroïdisme
- Artritis, i la causada per lesions[6]
- Malaltia de Wilson
- Hemocromatosi
- Ocronosi
- Hipofosfatàsia
- Hipotiroïdisme
- Hiperoxalèmia
- Acromegàlia
- Síndrome de Gitelman

## Història
Va ésser descrita l'any 1961 per Mc Carty i altres col·laboradors, els quals van descriure la presència de cristalls sense urat en pacients diagnosticats de gota, encara que els esmentats cristalls no van poder ésser identificats estructuralment fins a la utilització de la llum polaritzada pels rajos X en la microscòpia. Per tant, la patologia de l'esmentada malaltia era el cúmul de cristalls a l'interior de les articulacions en forma de difosfat de calci dihidratat i això pot provocar també calcificacions cartilaginoses (condrocalcinosis). La confusió inicial ha portat a que fos descrita amb diverses terminologies:
- Pseudogota: Malaltia caracteritzada per atacs aguts i intermitents d'artritis i simula els atacs de gota.
- Condrocalcinosi: Malaltia que ocasiona calcificacions cartilaginoses tant des del punt de vista anatomopatològic com radiològic. Aquests cristalls poden ser de pirofosfat de calci o de qualsevol altre tipus.
- Calcificacions articulars: L'esmentada malaltia és causada pel dipòsit articular de calci, encara que també pot ser un dipòsit periarticular. Té moltes etiologies i no tan sols pel dipòsit de difosfat de calci.
- Artropatia per pirofosfat: Aquesta lesió estructural que afecta a l'articulació s'observa en la malaltia per dipòsit de difosfat de calci dihidratat i és molt difícil de discernir de la malaltia degenerativa inflamatòria.

## Clínica de la malaltia
No existeix una prevalença de gènere, ja que afecta per igual a ambdós sexes, encara que és molt més freqüent en pacients de mitjana i avançada edat. Les manifestacions clíniques són, per tant, molt variades i les podem trobar amb les següents freqüències:
- Pseudogota (10-20%).
- Artritis pseudoreumàtica (2-6%).
- Pseudoosteoartritis (35-70%).
- Artropatia asimptomàtica (27%).
- Osteoartropatia pseudoneuropàtica (0-2%).
- Altres. (1%).

## Classificació de la malaltia
1. Etiologia hereditària.
2. Idiopàtica.
3. Associada a altres trastorns, hiperparatiroïdisme i hemocromatosi.

## Patologia de la malaltia
El dipòsit dels cristalls de difosfat de calci dihidratat es pot reconèixer en el cartílag articular, a la membrana sinovial i a la càpsula articular, i també als tendons i als lligaments. La primera localització del dipòsit de cristalls és a les llacunes dels condròcits. No es coneix el mecanisme de la precipitació dels cristalls al cartílag, tot i que cada vegada més es creu que és la lesió cartilaginosa la que causa el dipòsit de cristalls.
Tampoc es coneix per què l'esmentada acumulació de cristalls provoca la inflamació, encara que probablement és la precipitació a la cavitat articular, tant de cristalls com de dipòsits cartilaginosos.

## Anatomia patològica de la malaltia

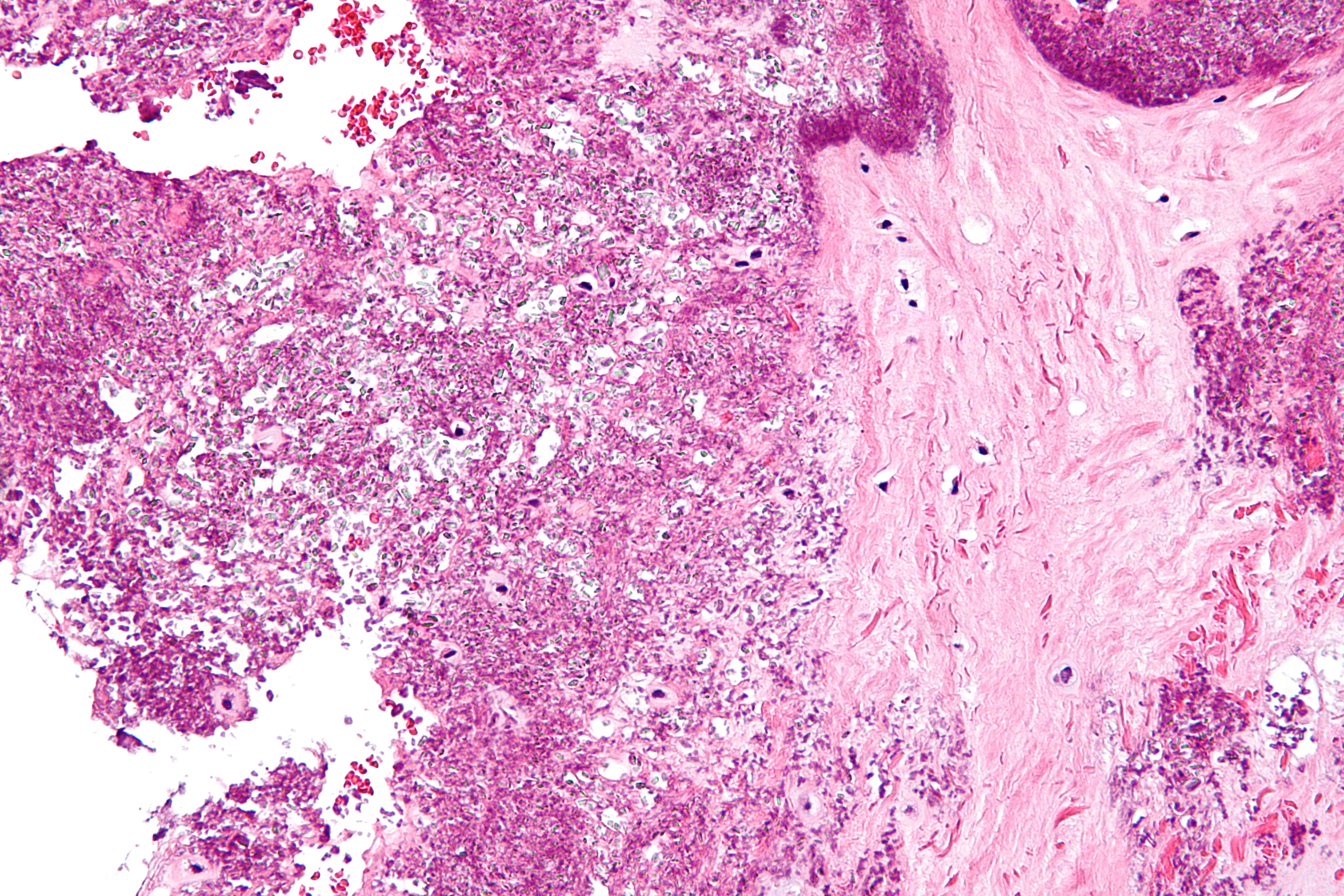
Micrografia mostrant la deposició de cristall en un disc intervertebral. Tinció d'HE.

Les lesions que fonamentalment s'observen són:
- El dipòsit de cristalls.

Es poden trobar cristalls:
- al cartílag.
- a la membrana sinovial. [Calcificacions].
- a la càpsula articular.
- als lligaments i tendons.

Aquest fet provoca:
- Alteracions cartilaginoses tant al cartílag hialí articular com al fibrocartílag no articular. Aquestes alteracions són visibles com a calcificacions en el fibrocartílag triangular del carp o també als meniscs, a la símfisi púbica, acetàbul, articulació acromioclavicular, esternoclavicular etc.

- Lesions al cartílag.
- Alteracions a la membrana i al líquid sinovial.

Els cristalls de CPPD es troben a la membrana i al líquid sinovial, encara que es desconeix si es dipositen de forma directa, o bé per migració a partir del cartílag subjacent.
- Lesions als lligaments i als tendons.

Totes aquestes lesions comporten una lesió articular estructural que és molt semblant a l'artropatia degenerativa, tant des del punt de vista radiològic com anatomopatològic.
Per tant, s'observen lesions de fibril·lació, erosió, denudació parcial o total del cartílag, cosa que provoca la disminució de l'espai articular.
- Alteracions als tendons i als lligaments

A la malaltia per dipòsit de CPPD també s'observen calcificacions als lligaments i als tendons, predominantment als tendons del quàdriceps, supraespinós, espai subacromial, etc.

## Característiques radiològiques
Les característiques radiològiques d'aquesta malaltia es poden classificar en:
- Calcificacions articulars o periarticulars.

Les calcificacions, són freqüentment simètriques i per a ser absolutament fiables en el seu diagnòstic precisem de radiografies d'ambdós canells, pelvis i ambdós genolls. Freqüentment, aquesta malaltia afecta en major mesura, als genolls, canells, pubis i als malucs.
La calcificació sinovial té un aspecte en forma de núvol i es produeix, predominantment, en els marges de l'articulació, amb major freqüència als canells, articulacions radiocarpianes i radiocubital inferior; també a les metatarsofalàngiques i metacarpofalàngiques.
La calcificació capsular es produeix amb major incidència als colzes, glenohumeral i a mans i peus. Es caracteritzen per ser lineals, fines i irregulars. Quant a les calcificacions tendinoses, lligamentoses o bursals, predominen al tendó d'Aquil·les, tríceps, quàdriceps i a la bossa subacromial.
En els tendons, la calcificació s'assembla totalment a la tendinitis per dipòsit d'hidroxiapatita de calci, que és una lesió idiopàtica, encara que sol ser més extensa.
En moltes ocasions, la calcificació va unida a fenòmens inflamatoris.
Pel que fa a les calcificacions vasculars i dels teixits tous, són més freqüents als colzes, canells i pelvis, assemblant-se a col·leccions d'aspecte pseudotumoral, molt semblants als tofos gotosos, encara que també pot assemblar-se a la condromatosi sinovial idiopàtica, al condrosarcoma o al osteosarcoma de parts toves.
- Artropatia per dipòsit de cristalls.

En el cas de l'artropatia per pirofosfat, aquesta alteració sol ser bilateral i pot aparèixer sense calcificació articular i afecta, principalment, a les articulacions de càrrega, com són els malucs i els genolls; encara que de vegades no és així.
L'esmentada artropatia té una distribució intraarticular que si afecta a l'articulació radiocarpiana, la femororutuliana i la astragaloescafoïdal, és molt segur que es pugui tractar de la malaltia per dipòsit de CPPD.
L'artropatia sol formar quistes subcondrals nombrosos, de localització subcondral i solen estar agrupats. Solen tenir uns marges esclerosos, i també borrosos.
L'artropatia per pirofosfat es caracteritza, a més, per la destrucció i aprimament de l'espai articular; així com totes les altres artropaties, ocasiona uns canvis ossis molt destructius i progressius amb col·lapse articular, així com fragmentació subcondral òssia extensa i ràpida, amb aparició de cossos ossis múltiples intraarticulars. Això fa que s'assembli a l'artropatia neuropàtica.
Una altra característica de l'artropatia per pirofosfat és la formació variable d'osteòfits.

## Radiologia específica

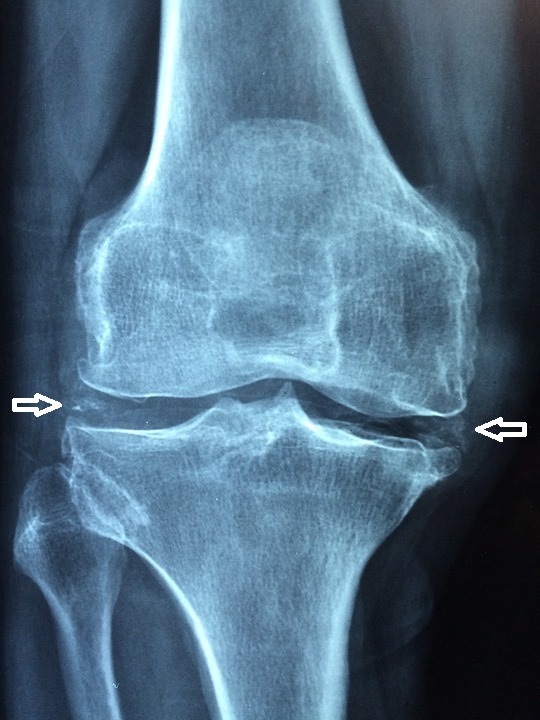
Radiografia de genoll que mostra la calcificació dels meniscs.

1. Genoll: És l'articulació que es veu més afectada per la malaltia per dipòsit de CPPD i les característiques que la diferencien de l'artropatia degenerativa són les alteracions en el compartiment femororotulià així com les alteracions en el compartiment [femorotibial] extern, encara que afecta amb més freqüència a l'intern.
2. Canell: Les calcificacions radiològiques més freqüents es localitzen al lligament triangular, al cartílag hialí i radiocarpià, i també a les estructures intraescafoidees i semilunar, com a desestructuració del lligament interossi interposat. Evidentment, crea un pinçament de la interlínia radiocarpiana, esclerosis i lesions subcondrals radiolucents. Aquest fet provoca un desplaçament en escala de l'escafoides, en sentit proximal i el semilunar distalment, donant lloc a un aspecte semblant al del col·lapse escafolunar. Aquesta artropatia és diferent a la degenerativa, on l'afectació predomina a l'articulació carpometacarpiana del primer dit i a la trapeciescafoidea; en canvi l'artropatia per CPPD es localitza, principalment, en el compartiment radiocarpià.
3. Articulacions Metacarpofalàngiques: Aquí la malaltia provoca calcificacions capsulars, sinovials, cartilaginoses i artropatia amb predilecció clara per la segona i tercera articulació metacarpofalàngica, el que fa que s'assembli a l'hemocromatosi però aquesta també afecta el quart i cinquè dit. Els canvis produïts són: una disminució de l'espai articular, l'esclerosi, formació de quists i col·lapse ossi. L'absència d'erosions en els caps dels metacarpians a la malaltia per CPPD la fa diferent de l'artritis reumatoidea.
4. Colze: Les alteracions consisteixen en: condrocalcinosi, calcificacions capsulars i sinovials, dipòsits en tríceps i artropatia. Les característiques principals són: resorció òssia proximal del radi i del cúbit, disminució de l'espai articular, intensa esclerosi, formacions cístiques i fragmentació òssia.
5. Maluc: En aquesta articulació es troben calcificacions en el cartílag hialí i en el rodet acetabular. Sol evolucionar cap a la destrucció ràpida i extensa de l'epífisi proximal del fèmur, i també de l'acetàbul, amb fragmentació i protrusió acetabular i lesions pseudotumorals (pseudogota tofàcia).
6. Espatlla: S'hi pot trobar condrocalcinosi, dipòsits capsulars, tendinosos i bursals, amb esclerosis i quists. És molt característica l'afectació de l'articulació acromioclavicular amb la presència de masses supraclaviculars.
7. Turmell i peu: És infreqüent l'afectació del turmell, essent més habitual l'afectació de l'articulació astragaloescafoidea, amb característiques similars a l'artropatia neuropàtica o metabòlica.
8. Avantpeu: La calcificació capsular, sinovial i l'augment de parts toves s'assembla als canvis provocats per la malaltia de la gota.
9. Columna vertebral: Habitualment, la troballa més freqüent és la calcificació del disc intervertebral, no afectant al nucli pulpós. També podem trobar dipòsits de CPPD als lligaments interespinosos, supraespinosos i al lligament groc. Tanmateix, té lloc un pinçament del disc intervertebral, associat a una important esclerosi del cos vertebral. Pot afectar també al raquis cervical i també a l'articulació atloaxoidea, amb unes masses pseudotumorals que poden comprimir la medul·la espinal.
10. Sacroilíaca: És freqüent la seva afectació, arribant a estar afectada en un 45-50%; no se sol veure calcificació de l'articulació però sí, erosions subcondrals uni o bilaterals, amb formació de quists, pinçaments articulars i osteofitosis.

## Correlació clinicoradiològica
En un principi, la calcificació sol aparèixer abans de l'artropatia, començant a calcificar-se al fibrocartílag, passant posteriorment a afectar el cartílag hialí de les grans articulacions i posteriorment, a petites articulacions com mans i peus. A vegades, no es pot documentar calcificació local ni a cap altra articulació.

## Ressonància magnètica
Les acumulacions de cristalls de CPPD donen senyals de baixa intensitat i per tant, no es poden observar excepte amb l'administració d'un contrast de gadolini.

## Diagnòstic diferencial
- Calcificació intraarticular.
- Calcificació periarticular metastàsica.
- Osteodistròfia renal.
- Hipervitaminosis D.
- Malalties del col·lagen.
- Artropatia degenerativa.

De totes aquestes, i per ser la de major prevalença l'artropatia degenerativa, s'ha de tornar a emfatitzar que la malaltia per dipòsit de cristalls de CPPD no presenta tanta erosió òssia, essent per tant, més fàcil de distingir de l'artritis psoriàsica, l'artritis reumatoide i l'espondilitis anquilopoètica.